# Pauridiantha rubens
Pauridiantha rubens är en måreväxtart som först beskrevs av George Bentham, och fick sitt nu gällande namn av Cornelis Eliza Bertus Bremekamp. Pauridiantha rubens ingår i släktet Pauridiantha och familjen måreväxter. Inga underarter finns listade i Catalogue of Life.